# トルコ東部地震 (2011年11月)
トルコ東部地震（トルコとうぶじしん）は、2011年11月9日21時23分（現地時間）にトルコ東部で発生した地震である。

## 概要
震源はヴァン県県都のワン市の南16km、深さは約5kmとなっている。周辺では、約2週間半前の10月23日にもMw7.2の地震が発生しているが、現地地震研究所は「10月の余震ではなく、別の地震である」との見解を示している。

## 被害
ヴァン市では10月23日の地震によって甚大な被害を受けたが、この地震によって新たに25棟のホテルやビルが倒壊した。10月の地震によって多くの建物が閉鎖されていたものの、継続して使用されていた3棟において約100人が下敷きとなり、被害拡大の要因となった。11月12日時点で、死者は日本人1人を含む37人となっている。

## 対応
- トルコのギュル大統領は11日、救助活動のために滞在していた際に死亡したNPO法人「難民を助ける会」職員の宮崎淳（トルコ語版）の死に対して哀悼の意を示すとともに、救助活動に尽力した人々に対して、感謝と敬意を表した[5]。
- 同国のエルドアン首相も同日、演説の中で哀悼の意を表した[6]。